# Musée pontifical de la Sainte Maison de Lorette
Les œuvres du musée Pontifical de la Sainte Maison de Lorette se trouvent dans 28 salles dans l'aile ouest du Palais apostolique qui est situé sur la place de la Madone à Loreto, dans la région des Marches italiennes. 
Il préserve ledit Trésor de la Sainte Maison, composé de peintures, sculptures, tapisseries, majolique, orfèvres, meubles et meubles du sanctuaire donnés à la Sainte Maison au cours des siècles . 

## Histoire
Le chantier de restauration de la basilique, réalisé par Giuseppe Sacconi, entre 1884 et 1905, avait pour ambition de rassembler les œuvres, objets et le trésor de la Sainte Maison ayant échappé au pillage napoléonien de 1797.
Par la suite, les collections ont été élargies avec des œuvres achetées, en particulier des statuettes de la nativité des XVIIe – XIXe siècles.
Après un vol survenu en 1974, à partir de 1979, le musée a été rénové et réorganisé, et les œuvres restaurées. De plus, entre 1992 et 1996, les étages supérieurs ont également été rénovés et utilisés pour agrandir le musée.

## Ccollections

### Lorenzo Lotto
Il est conservé neuf peintures de Lorenzo Lotto, qui a travaillé dans les Marches tout au long de la première moitié du XVIe siècle. A Lorette, notamment, il s'installe en septembre 1554, à un âge avancé, collaborant comme oblat avec le Sanctuaire, il y mourut fin 1556  . Les œuvres de Lotto conservées au musée sont celles données en oblation à la Sainte Maison : 
- la chute de Lucifer, vers 1551-1555, huile sur toile, 167 × 135 cm ;
- le sacrifice de Melchisédek, vers 1551-1555, huile sur toile, 172 × 248 cm ;
- Le Baptême de Jésus, vers 1551-1555, huile sur toile, 170 × 135 cm ;
- l' adoration de l'enfant ;
- Le Christ et la femme adultère, 1546-1555.

Les oeuvres laissées en testament : 
- l' Adoration des mages, vers 1554-1555, huile sur toile, 170 × 135 cm ;
- la présentation de Jésus au temple, 1552-1556, huile sur toile, 172 × 136,5 cm (inachevé de la mort).

Les oeuvres qui ornaient la chapelle espagnole avant la rénovation du XIXe siècle : 
- Saints Cristoforo, Rocco et Sebastiano, 1532-1534 qui a regagné l’intérieur de la Basilique pour le Jubilé 2020 ;
- le combat entre la forteresse et la fortune, avant 1546.

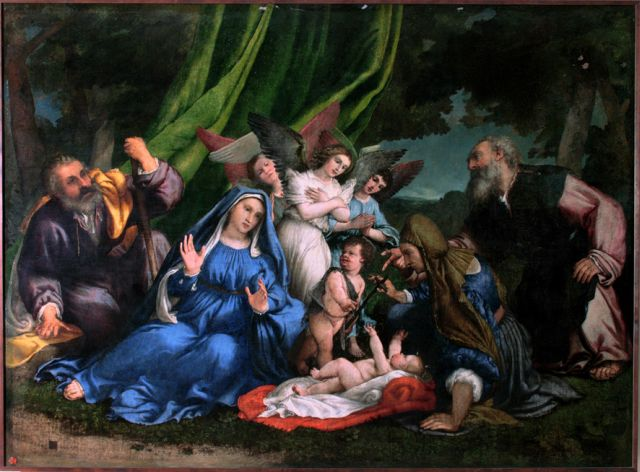
L'adoration de l'enfant
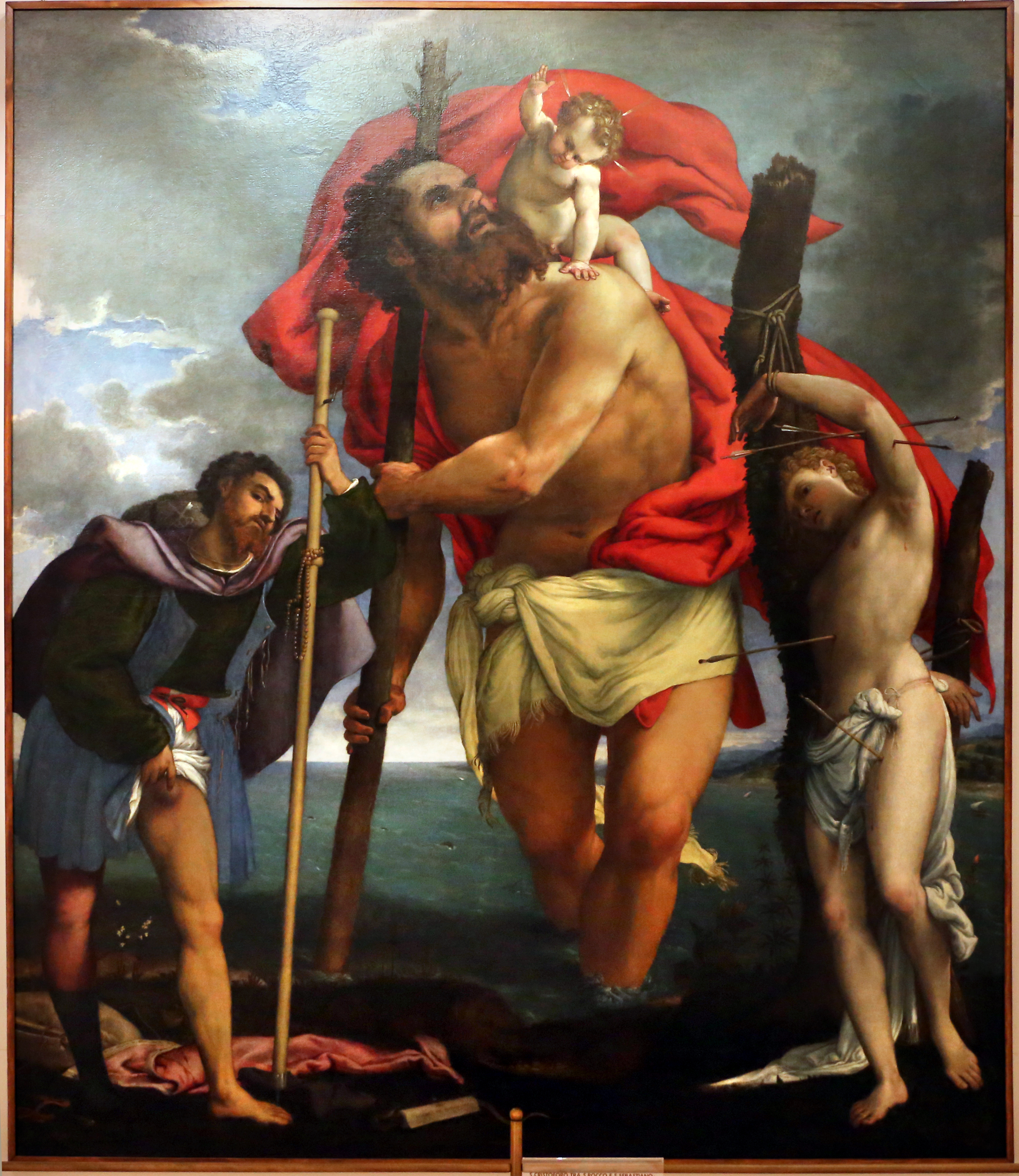
Saints Cristoforo, Rocco et Sebastiano
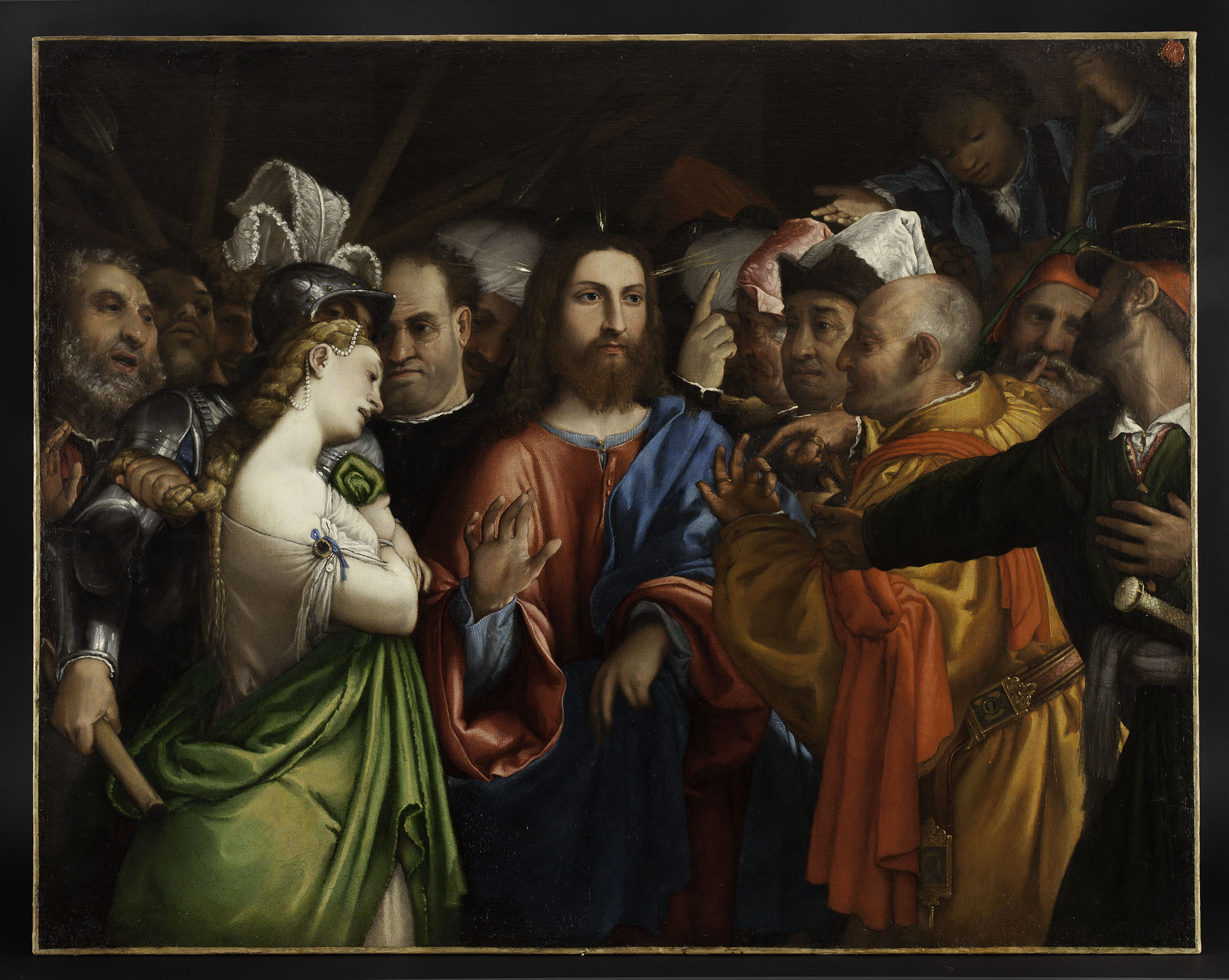
Le Christ et la femme adultère

### Pomarancio
Cristoforo Roncalli, dit Pomarancio, a peint un cycle de fresques pour le dôme de la basilique entre 1610 et 1614 . A ce titre, il a peint les quatre évangélistes et les figures des anges, dans les arcades; huit docteurs de l'Église grecque et seize putti tenant des crêtes papales et cardinales, dans le tambour et enfin, dans la voûte, une gloire des anges . Très détériorées, entre 1888 et 1891, elles sont détachées par Ottaviano Ottaviani et ramenées sur toile. En outre, le musée abrite également le tableau de San Carlo Borromeo réalisé devant le crucifix, réalisé en 1614 pour une chapelle latérale de la basilique.

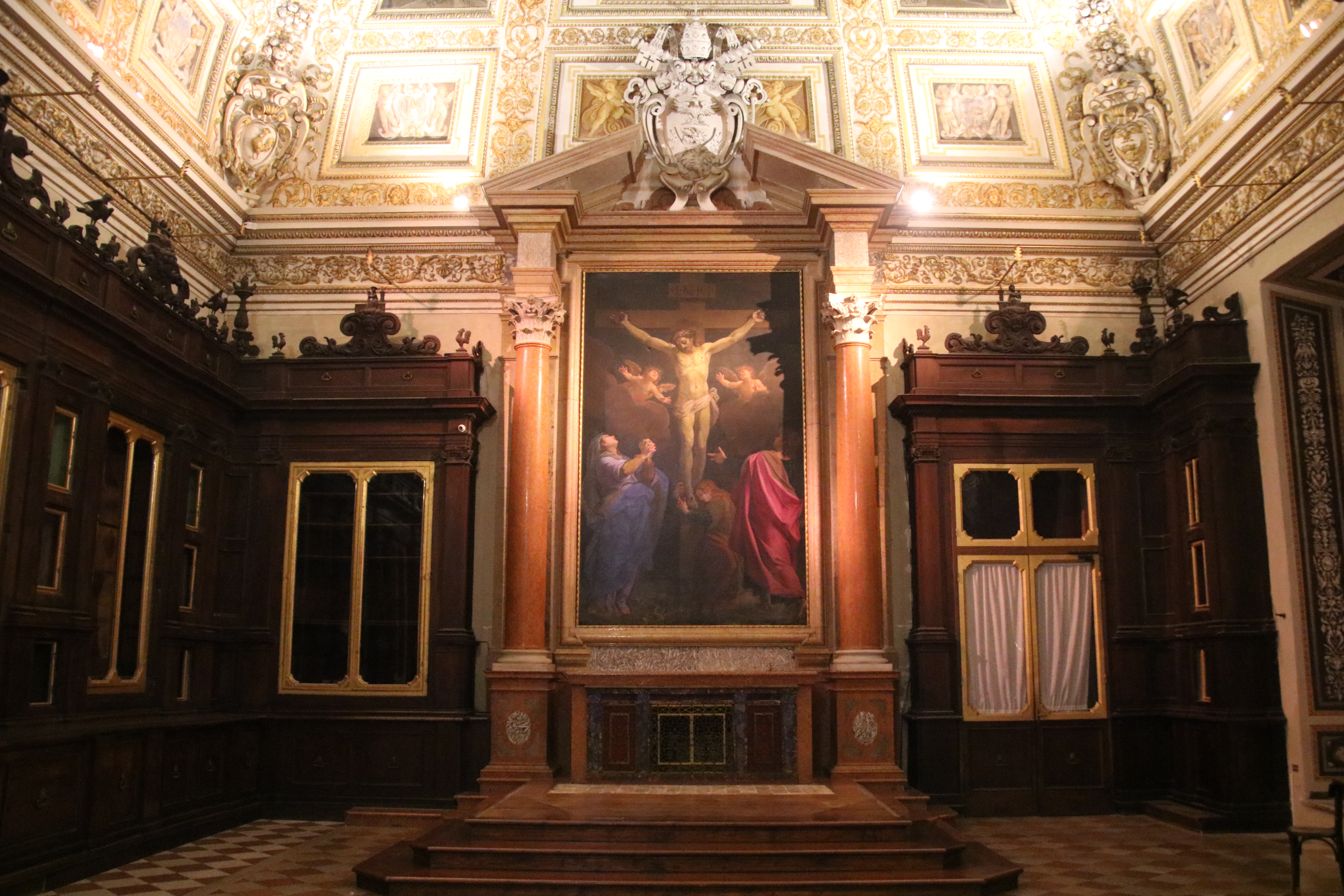
Salle du Pomarancio
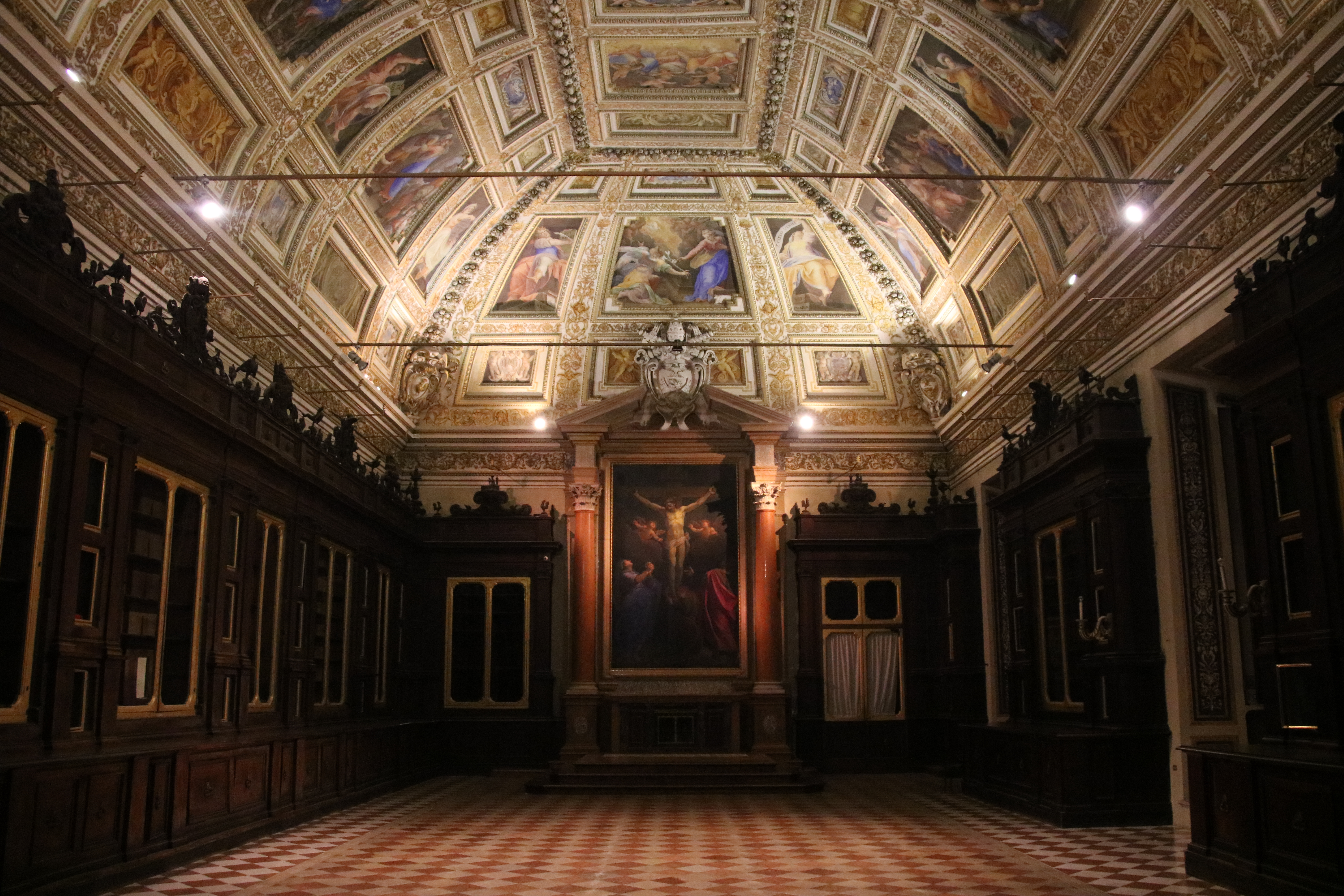
Salle du Pomarancio
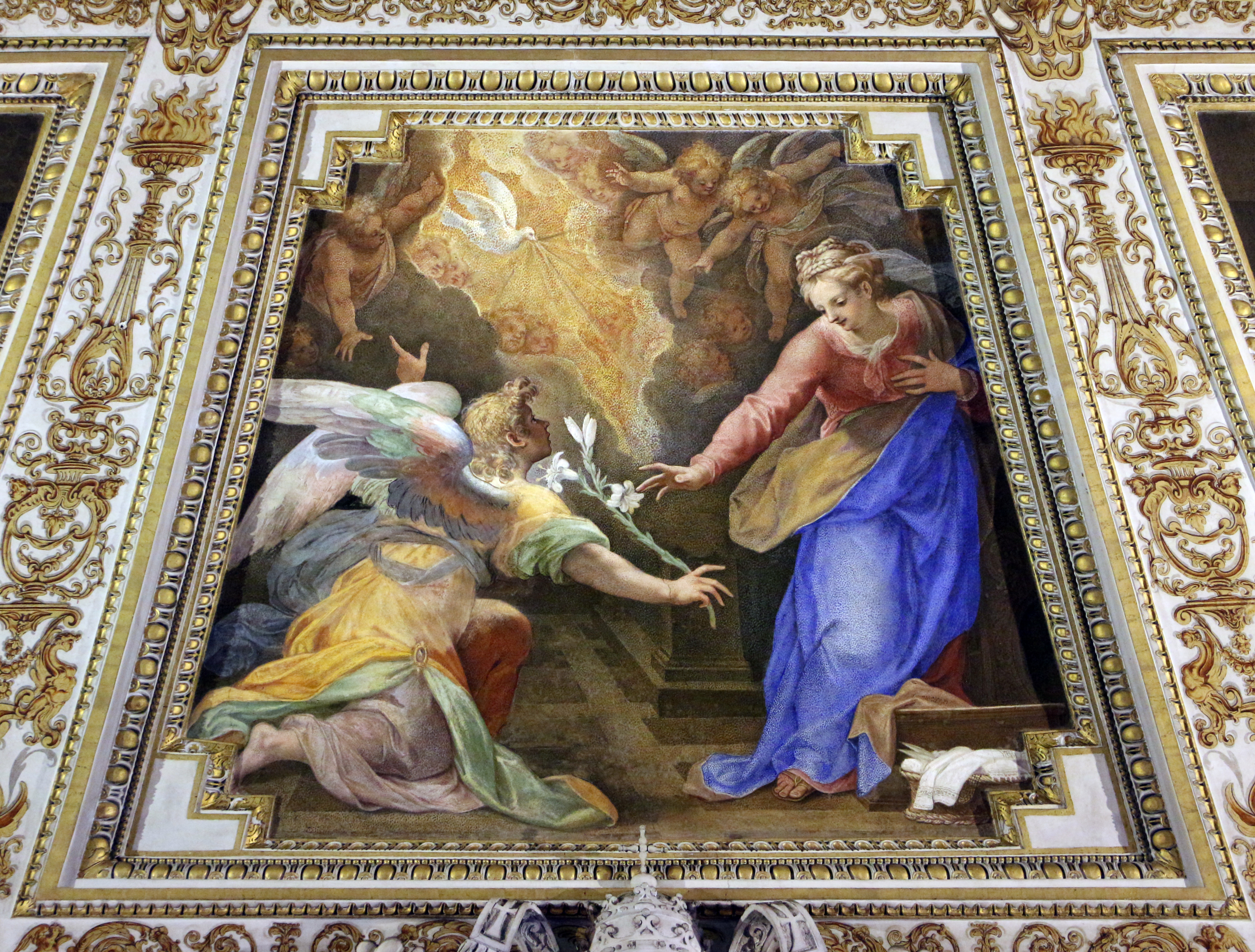
Annonciation du Pomarancio
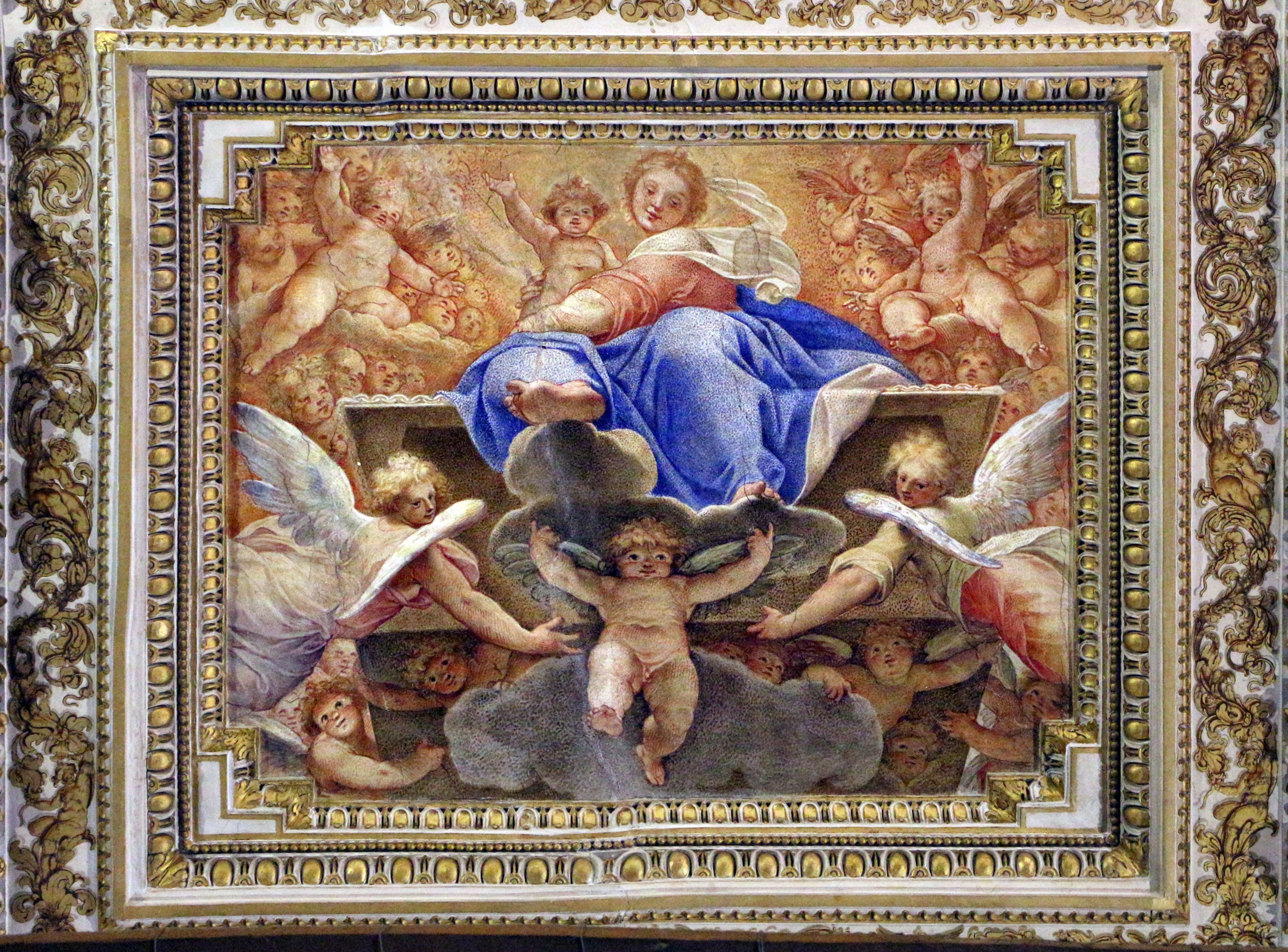
Marie en Gloire avec L’+Enfant Jésus

### Divers tableaux
Ils ont été retirés de la basilique à la fin du XIXe siècle lors de sa rénovation. Certains ont été placés dans le musée pour des raisons stylistiques, d'autres pour être reproduits en copies (souvent en mosaïque) pour être exposés sur les autels ou être conservés. Beaucoup remonte à la seconde moitié du XVe siècle et présente des œuvres de  : 
- Fra Carnavale
  - Saint-Jean-Baptiste, vers 1450

- Angiolillo Arcuccio

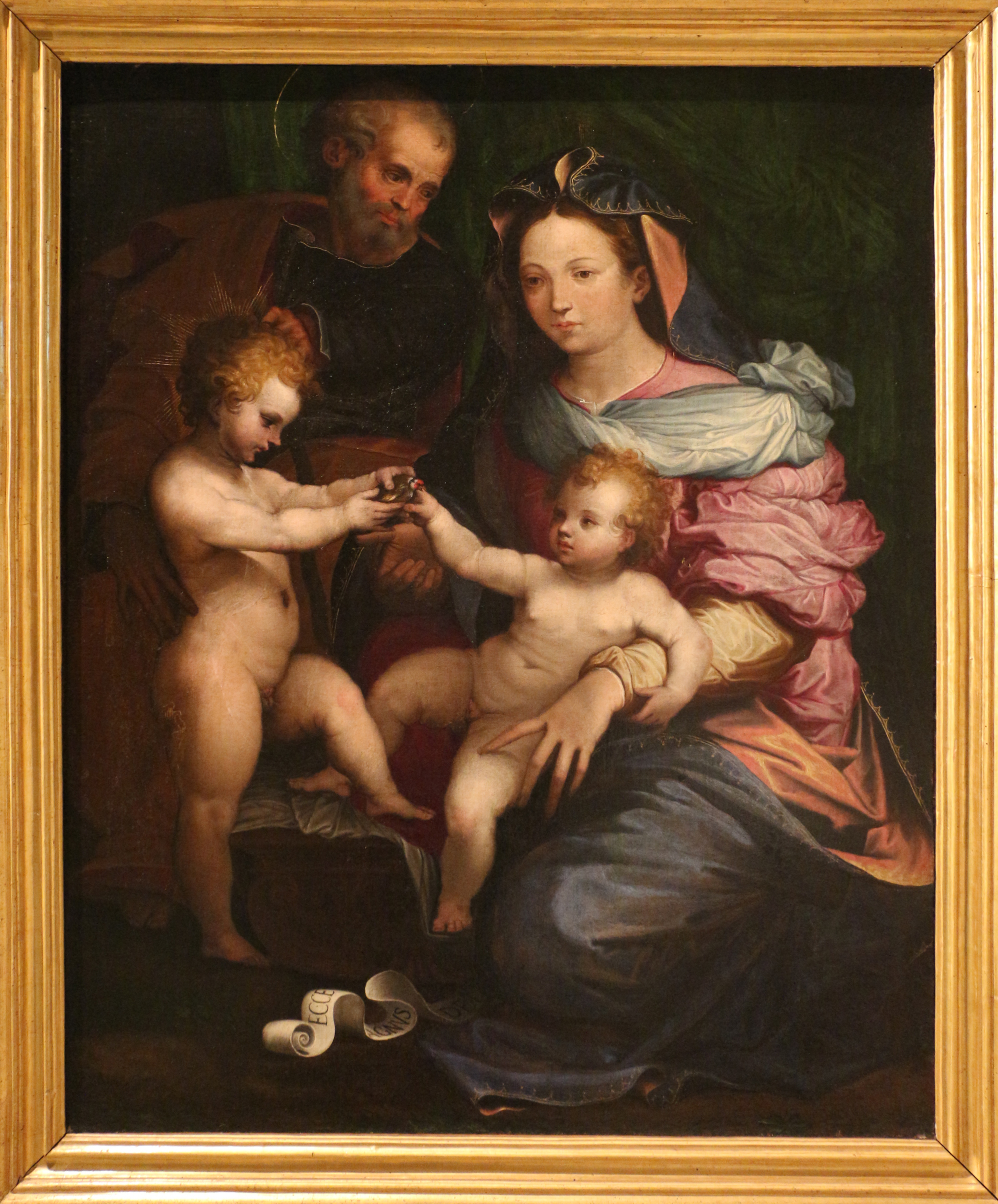
La Sainte Famille avec saint Jean-Baptiste, Perin del Vaga.

  - Vierge de Loreto, 1470 (attribué)
- Antonio Domenichi de Faenza : 
  - Portes d'orgue avec l'Annonciation, 1513
- Francesco Menzocchi de Forlì : 
  - Série des Apôtres, 1545-48, qui ornait la charpente de l'arc de la chapelle SS. Sacramento (maintenant français)
  - Chute de la manne, 1545-48, à l'origine sur les murs latéraux de la chapelle des SS. Sacramento
  - Sacrifice de Melchisédek, 1545-1548, à l'origine sur les murs latéraux de la chapelle des SS. Sacramento
  - Traduction de la Sainte Maison, panneau de 1548 destiné au plafond du chœur (aujourd'hui chapelle allemande)
- Périn del Vaga
  - Sainte Famille avec San Giovannino (attribué)
- Girolamo Muziano
- Felice Damiani : 
  - Dernière Cène
  - Santa Tecla

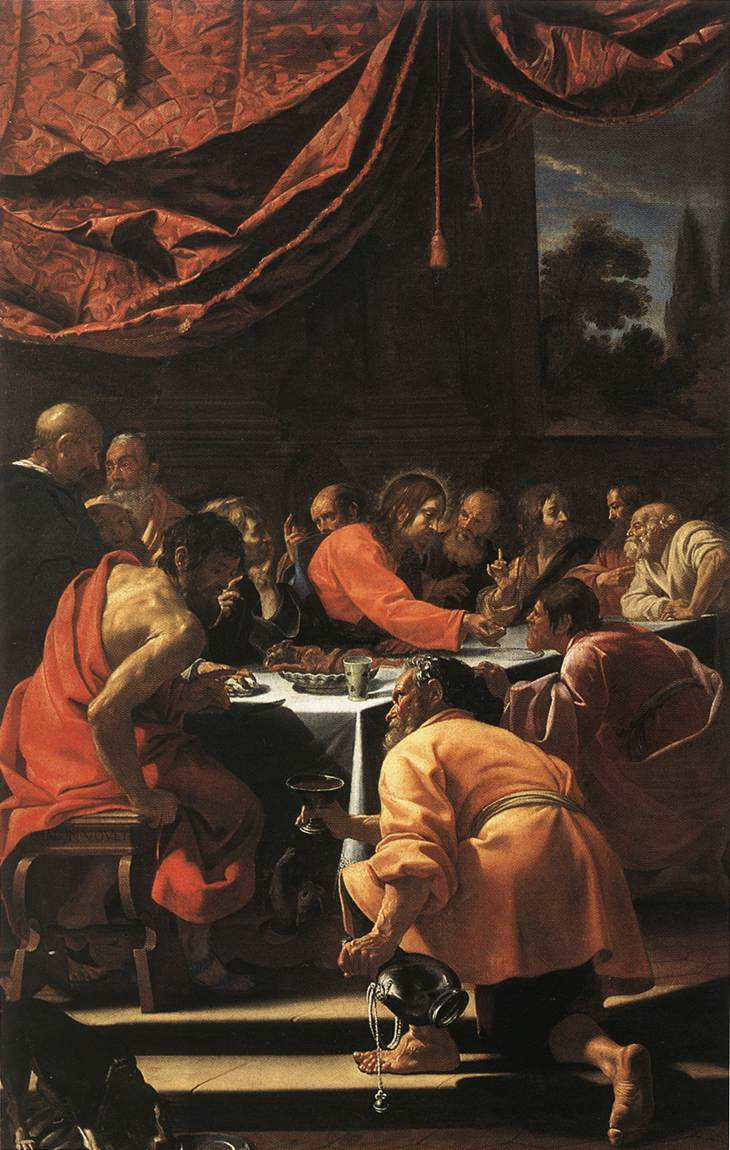
La Dernière Cène de Simon Vouet.

D'autres ont été exécutés entre les XVIIe et XIXe siècles :
- Giovanni Baglione ;
- Guido Reni ;
- Filippo Bellini ;
- Simon Vouet :
  - Dernière Cène 1616-20 ;
- Antonio Zanchi :
  - L'Église intercède pour les âmes du purgatoire ;
- Giuseppe Maria Crespi ;
- Sebastiano Conca ;
- Francesco Foschi ;
  - Traduction de la Sainte Maison ;
- L’ensemble des dessins préparatoires de Cesare Maccari pour les fresques du dôme[2] sont accessibles au visiteur.

Il existe aussi des fresques détachées de Pellegrino Tibaldi qui ornaient autrefois la chapelle de San Giovanni Battista, aujourd'hui la chapelle de l'Assomption ou la chapelle américaine. 
10 tapisseries flamandes en laine, fils de soie polychromes, or, argent sont conservées dans le musée. Neuf d'entre eux ont été tissées entre 1620 et 1624 à Bruxelles par Hendrik Mattens d'après des cartons de Raphaël représentant des épisodes du Nouveau Testament ; les quatre vertus cardinales apparaissent dans les bords et les trois vertus théologiques dans la base. Elles ont été données au Sanctuaire par le noble génois Giovanni Battista di Niccolò Pallavicino en 1667. 

Cependant, des représentations se dégagent une certaine liberté des modèles raphaélesques en ceci qu'elles sont plus amplement détaillées, et interprétées selon le goût flamand. 

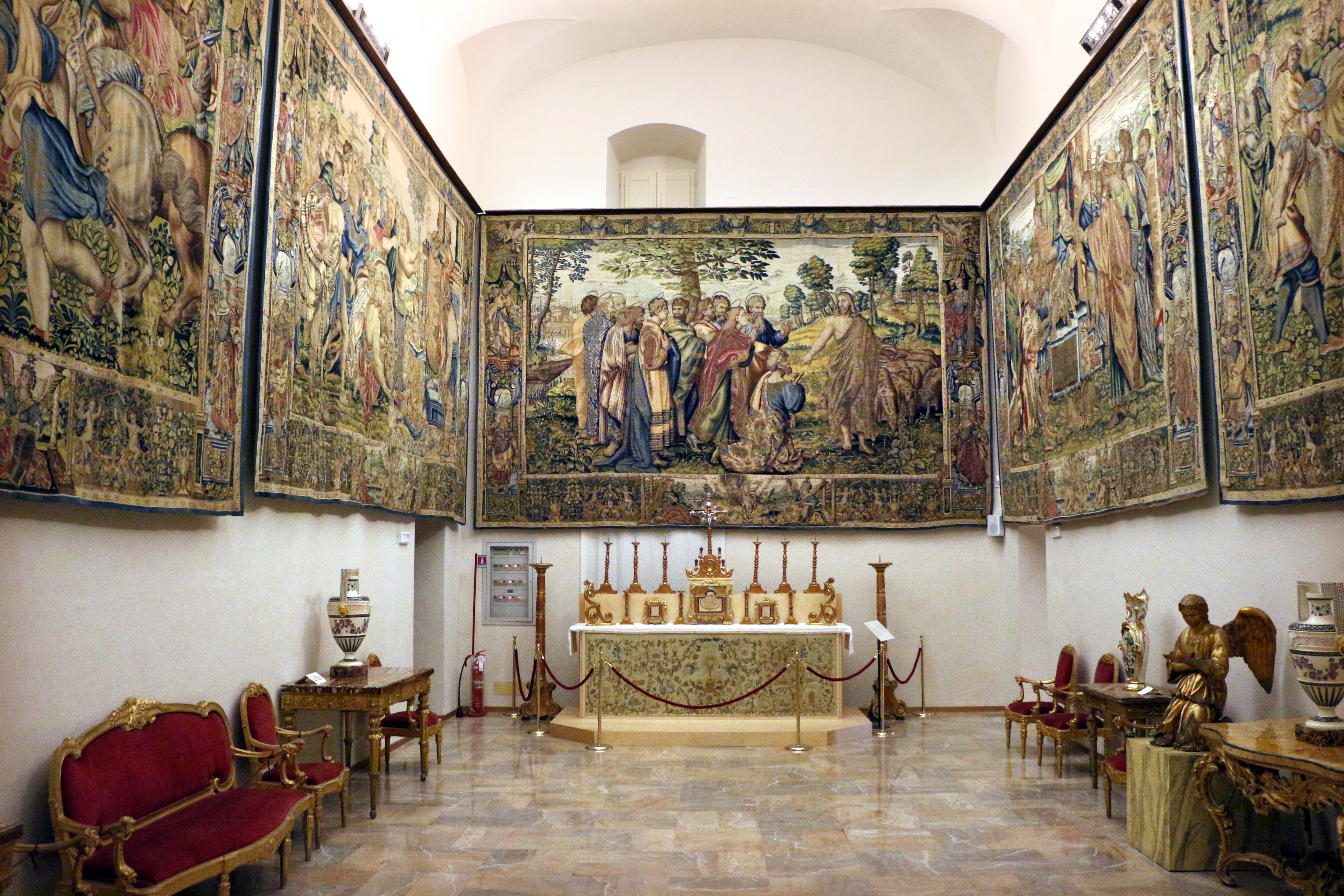
La salle des tapisseries.

La dernière tapisserie représente la Vierge à l'Enfant, San Giovannino et Sant'Elisabetta, également connue sous le nom de Madone de l’Amour Divin, déjà partie de la série, maintenant dispersée, des Épisodes de la vie de la Vierge, exécutés sur des modèles raphaélesques à la demande du Prince-Évêque de Liège Erard de la Mark. Il a été donné à la Sainte Maison en 1723, par le cardinal Pietro Ottoboni, arrière-petit-fils du pape Alexandre VIII. 
Liée à l' Apothicaire de la Sainte Maison, la majolique était utilisée pour la conservation des onguents, des pilules et autres médicaments. Il comprend trois collections principales : 
- 350 pièces de l'atelier d' Urbino d' Orazio Fontana toutes décorées de scènes bibliques et mythologiques. Ils ont été donnés par le cardinal Giulio Feltrio Della Rovere, protecteur de la Sainte Maison de 1564 à 1578[6] ;
- 111 pièces, achetées en 1631 à l'atelier Patanazzi, décorées de figures raphaélesques. Les scènes sont tirées de la Bible, des Métamorphoses d'Ovide, de l'Histoire de la Rome antique, de la Sicile et de la Magna Graecia ;
- trois plats des boutiques d'Urbino proposés en 1645 ;
- quatre albarelli de Francesco Antonio Saverio Grue (1686-1746), signés par l'auteur et complétés par des madrigaux au dos.

Il se compose d'objets d'orfèvrerie et de meubles sacrés qui ont été donnés au fil des siècles par les fidèles à la Madone de Lorette. Il était à l'origine conservé dans la sacristie de Nova, plus tard appelée la salle du Trésor, construite à l'intérieur de la basilique par le cardinal Antonio Maria Gallo, protecteur de la Sainte Maison, pour préserver les nombreux cadeaux votifs. Il est également appelé Sala del Pomarancio, du nom de l'architecte du plafond. 
Les dévastations, les vols et les réquisitions ont causé sa dispersion dans le temps. Son souvenir ne subsiste que dans les registres des dons conservés aux Archives historiques de la Sainte Maison. Après les spoliations napoléoniennes de 1797, à la suite des accords du traité de Tolentino entre l'État pontifical et la France, et un vol ultérieur en 1974 à l'intérieur de la salle du trésor, les objets d'orfèvrerie sacrés restants ont été transférés et exposés au Musée pontifical de Sainte Maison. 
Parmi ceux-ci se démarquent :
- Crucifix en argent, modelé par Giambologna, don de la princesse Giovanna d'Autriche, épouse du grand-duc de Toscane, Francesco I de 'Medici, pèlerin à la Sainte Maison de Lorette en mai 1573[7] ;
- deux Petites barques à encens, en agate et jaspe oriental, avec poignées de volutes zoomorphes en or émaillé et élégantes frises ajourées, oeuvres florentines données par des familles nobles vers 1570 ;
- Crucifix en cristal de roche, probable fabrication espagnole du début du XVIIe siècle. Il a été offert par Charles IV d'Espagne comme pèlerin au sanctuaire marial le 14 février 1816, avec sa femme Maria Luisa de Parme.